# Udangudi
Udangudi es una ciudad y nagar Panchayat situada en el distrito de Thoothukudi en el estado de Tamil Nadu (India). Su población es de 19738 habitantes (2011). Se encuentra a 49 km de Thoothukudi y a 55 km de Tirunelveli.

## Demografía
Según el censo de 2011 la población de Udangudi era de 19738 habitantes, de los cuales 9855 eran hombres y 9883 eran mujeres. Udangudi tiene una tasa media de alfabetización del 93,18%, superior a la media estatal del 80,09%: la alfabetización masculina es del 95,08%, y la alfabetización femenina del 91,30%.